# 瓠公
瓠公（ここう、生没年不詳）は、新羅の建国時（紀元前後）に諸王に仕えた重臣。また金氏王統の始祖となる金閼智を発見する。もとは倭人とされる。新羅の3王統の始祖の全てに関わる、新羅の建国時代の重要人物である。瓠（ひさご）を腰に下げて海を渡ってきたことからその名がついたと『三国史記』は伝えている。
初代新羅王の赫居世居西干の朴姓も同じ瓠から取られているため、同一人物を指しているのではないかという説がある。　
また、脱解尼師今が新羅に着した時に瓠公の家を謀略で奪ったと言う。この瓠公の屋敷が後の月城（歴代新羅王の王城）となった。

## 事績
- 赫居世38年（前20年）、王命に従って馬韓を訪問し国交を開こうとした。このとき馬韓王からは馬韓の属国である辰韓諸国の一国に過ぎない新羅が貢物を送らないことを責めたが、瓠公は逆に新羅に聖王（赫居世と閼英夫人）が現れたことを主張して馬韓王の失礼を咎めた。原文にはこう表記されている。'對曰我國自二聖肇興人事修天時和倉庾充實人民敬讓自辰韓遺民以至卞韓樂浪倭人無不畏懷 而吾王謙虛遣下臣修聘可謂過於禮矣而大王赫怒劫之以兵是何意耶'。馬韓王は怒って瓠公を殺そうとしたが、馬韓の重臣が王を諌めたため、許されて新羅に帰国した。
- 脱解尼師今2年（58年）、最高官位である大輔に任命された。
- 脱解尼師今9年（65年）、王都金城（慶州市）の東で起こった神異を調べにいき、金閼智を得た。

## 脚註
1. 1 2  『三国史記』卷一・新羅本紀第一・始祖赫居世三十八年（紀元前20年）条 : 瓠公者、未詳其族姓。本倭人。初以瓠繋腰、度海而来。故称瓠公。
2. ↑  金（1995）
3. ↑  金素雲『三韓昔がたり』
4. ↑  『三國史記』卷第一・新羅本紀第一・脱解尼師今：望楊山下瓠公宅　以爲吉地　設詭計　以取而居之　其地後爲月城